# Colonia Agrícola Oriental
Agrícola Oriental es una colonia del oriente de Ciudad de México y una de las 37 colonias que conforman Iztacalco. Localizada al sur del Aeropuerto Internacional de la Ciudad de México, abarca un área de 4,703,000 m² y un perímetro de 8,593 metros lineales ocupando el 20.17% de la superficie del territorio de Iztacalco, lo que la convierte en la colonia más grande y poblada de la ciudad, de México y de América Latina.
Sus límites territoriales son al norte con Calzada Ignacio Zaragoza, al norponiente con Viaducto Río de la Piedad, al poniente con Eje 4 Oriente Río Churubusco y Oriente 217, al sur con Eje 3 Sur Ferrocarril de Río Frío, al suroriente con Eje 4 Sur Canal de Tezontley al oriente con Anillo Periférico Canal de San Juan.
Las colonias circundantes son al norte con Agrícola Pantitlán; al norponiente con Aviación Civil y Puebla, pertenecientes a Venustiano Carranza; al poniente con Cuchilla Agrícola Oriental, Granjas México y El Rodeo; al sur con Real del Moral, Dr. Alfonso Ortiz Tirado y Leyes de Reforma 3a. Sección y al oriente con Juan Escutia, Tepalcates y Ejército Constitucionalista, estas últimas seis correspondientes a Iztapalapa.

## Origen e historia
La Agrícola Oriental no se trata de un pueblo de costumbres o tradiciones como los barrios de la misma demarcación. Fue fundada durante la presidencia de Lázaro Cárdenas, presidente de México de 1934 a 1940, donde las llanuras de salitre que solían ser parte del Lago de Texcoco y los asentamientos irregulares hacían que su suelo fuera mayoritariamente dedicado a la agricultura y al cultivo; de ahí es que se le conocía como una colonia agrícola y al estar ubicada en la zona oriente del Distrito Federal, haya adquirido la toponimia de Agrícola Oriental. Años más tarde y tras la salida de Cárdenas del poder, logró tener una gran explosión demográfica a partir de la segunda mitad del siglo XX provenientes de otras zonas de la ciudad o del Estado de México debido a su cercanía.
Durante el periodo presidencial de Adolfo López Mateos, la mancha urbana de la ciudad comenzó a modificar a grandes rasgos la imagen demográfica de la capital mexicana y por consecuencia, la colonia sufrió alteraciones en sus trazos y terrenos para convertirla en una zona habitacional, dejando atrás la perspectiva agrícola que predominaba en la época. Gracias a este cambio radical, la colonia comenzó a recibir en masa a habitantes de distintas zonas de la ciudad y su periferia donde a partir de la década de 1960, se promocionaba como una opción viable dada la cercanía con el Centro Histórico.

## Población
Su densidad poblacional es similar a la ciudad de Zacatecas, capital del estado mexicano del mismo nombre, con más de 110 mil habitantes siendo así la colonia más poblada de la orbe, a nivel nacional y latinoamericano por su gran extensión territorial. No se tiene registro de personas en marginación o pobreza extrema y las familias de clase socioeconómica media o media baja son mayoría, aunque también se les puede hallar de clase media-alta.
La población económicamente activa es de 42%, de los cuales hasta 9.2% trabaja por cuenta propia y 14% ya está laborando entre los 15 y los 29 años según datos oficiales[cita requerida].
El 54% de la población de 18 años o más no concluyó la secundaria o una instrucción superior y 6% tiene la primaria incompleta después de los 15 años. El promedio de escolaridad es de 9.6 años.

## Economía
Dada su ubicación y dimensiones, Agrícola Oriental es la colonia de la capital mexicana donde más se concentran industrias y empresas tanto públicas como privadas que aportan PIB a la zona, así como la cantidad de comercios y establecimientos que hay donde la mayoría de ellos se enfocan en el sector alimenticio y restaurantero. De acuerdo a diversos medios locales, es también uno de los mejores lugares para comer gracias a la gran variedad de establecimientos que se pueden encontrar allí.
De igual manera por su posición céntrica, se considera como una colonia inmobiliaria debido a la inversión y demanda de la población para la adquisición de viviendas y construcción de edificios habitacionales.

## Servicios
La Agrícola Oriental cuenta con todos los servicios de urbanización (agua, electricidad, drenaje) además de una gran cantidad de industrias donde algunas de ellas son de renombre internacional. Hay también alrededor de nueve iglesias cristianas, cinco iglesias católicas y una mormona así como dos bibliotecas, una casa de cultura y tres mercados públicos además de tiendas de autoservicio. Dispone de una gran cobertura de servicios médicos tanto públicos como privados, guarderías, salones de fiestas, restaurantes, cafeterías, lugares recreativos o de esparcimiento como el Deportivo Leandro Valle, el Faro Cultural y Recreativo Iztacalco o el Parque Ecológico.
Cuenta además con 64 centros escolares que se clasifican de la siguiente manera: 19 de nivel preescolar (6 públicos y 13 privados); 29 escuelas primarias (16 públicas y 13 privadas); 10 secundarias (6 públicas y 4 privadas) y 6 de nivel medio superior (1 público y 5 privados).

## Infraestructura vial y urbana

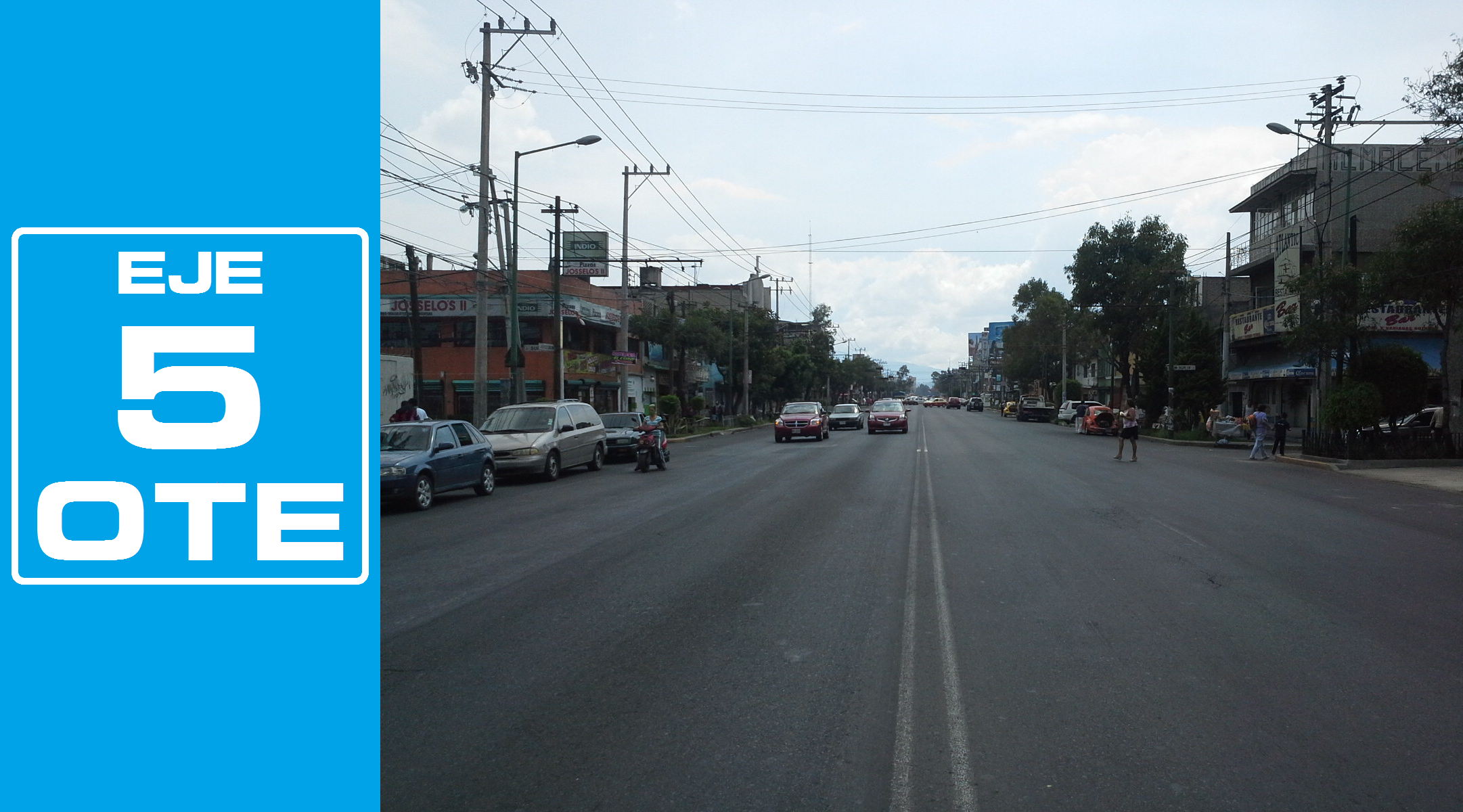
Eje 5 Oriente Av. Javier Rojo Gómez es una vialidad primaria importante de la colonia Agrícola Oriental. La ubicación de la fotografía se encuentra en el cruce de esta vía y Avenida Sur 16, considerado de carácter económico y comercial para la zona.

La colonia Agrícola Oriental es considerada la mejor comunicada de la Ciudad de México en cuestión de materia vial, debido a que en ella emergen diversas vías primarias importantes tales como la Calzada Ignacio Zaragoza que comunica desde el centro hasta el oriente hacia el Eje 8 Sur Calzada Ermita Iztapalapa o bien, con las carreteras México-Puebla o México-Texcoco. También la atraviesa el Viaducto Río de la Piedad desde su entronque con Eje 4 Oriente Río Churubusco e Ignacio Zaragoza. Esta vialidad corre de poniente a oriente siendo una vía rápida que comunica varias colonias importantes tanto de Iztacalco como de otras demarcaciones.

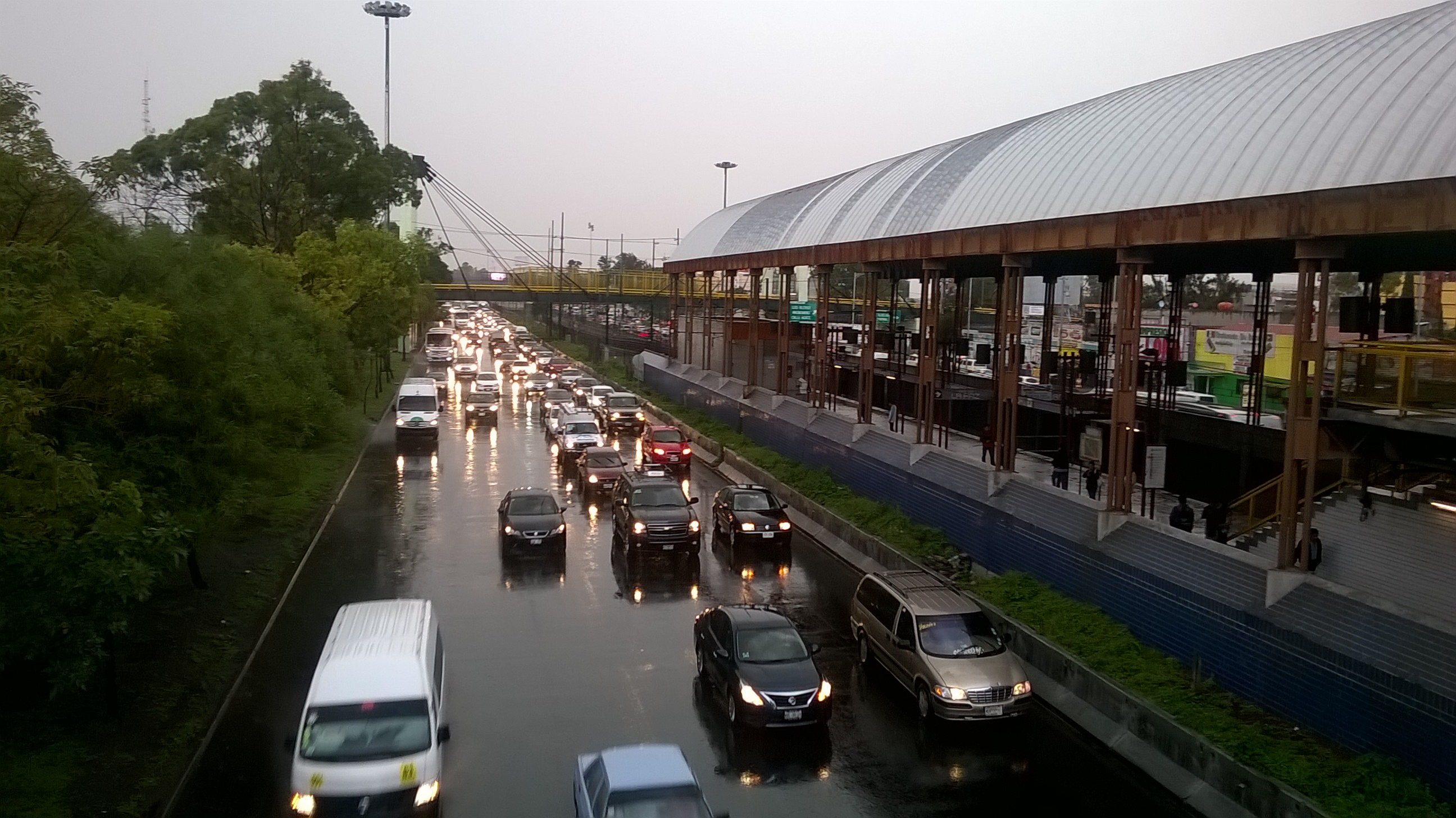
Calzada Ignacio Zaragoza dirección sur, otra de las vías primarias que atraviesan la colonia Agrícola Oriental. A la derecha, estación de Metro del mismo nombre.

Por otro lado, está también el Eje 5 Oriente Av. Javier Rojo Gómez y sobre él emergen otras vías de comunicación importantes hasta finalizar con la Calzada Ermita Iztapalapa. Este eje vial inicia desde su colonia vecina Agrícola Pantitlán donde aquí recibe el nombre de Av. Central y termina en la inmediación del Barrio San Miguel, en Iztapalapa. Sobre esta avenida se encuentran lugares de interés como el Deportivo Leandro Valle, la recién inaugurada Estación del Heroico Cuerpo de Bomberos y la escultura de Javier Rojo Gómez ubicado en el parque central de la colonia.
El Eje 4 Oriente Río Churubusco es otra de las vías primarias que atraviesan la zona pero a diferencia de otras avenidas, no hay muchos sitios de interés a resaltar siendo el Autódromo Hermanos Rodríguez que colinda con su vecina Granjas México y la Central de Abasto que se localiza kilómetros más adelante, como los únicos puntos importantes de este eje vial.
Se encuentra también el Eje 3 Sur Ferrocarril de Río Frío y sirve para comunicar el poniente y centro con el oriente de la capital mexicana, similar al Viaducto Río de la Piedad. El Eje 4 Sur Canal de Tezontle también se encuentra e inicia desde Av. Canal de San Juan para su incorporación con Eje 3 Sur, para posteriormente unir con Eje 5 Oriente donde pasa a llamarse Plutarco Elías Calles en los límites con Real del Moral. La Línea 2 del Metrobús corre sobre estas dos vialidades compartiendo infraestructura con su colonia vecina Leyes de Reforma hasta el cruce con Javier Rojo Gómez y Canal de San Juan.
El Anillo Periférico Av. Canal de San Juan, o también conocido como Periférico Oriente, es también importante porque además de servir a la colonia, también es útil para los habitantes del sur de la ciudad como Tlalpan y Xochimilco donde pasa a llamarse Periférico Sur. La Línea 2 del Metrobús vuelve a cubrir esta vialidad junto con sus colonias vecinas Tepalcates y Ejército Constitucionalista hasta el cruce con Ignacio Zaragoza y Canal de Tezontle. Finalmente está el Eje 6 Oriente Oriente 253 donde si bien no parece un eje vial, da un acceso rápido hacia el Eje 3 Sur e Ignacio Zaragoza.

### Metro

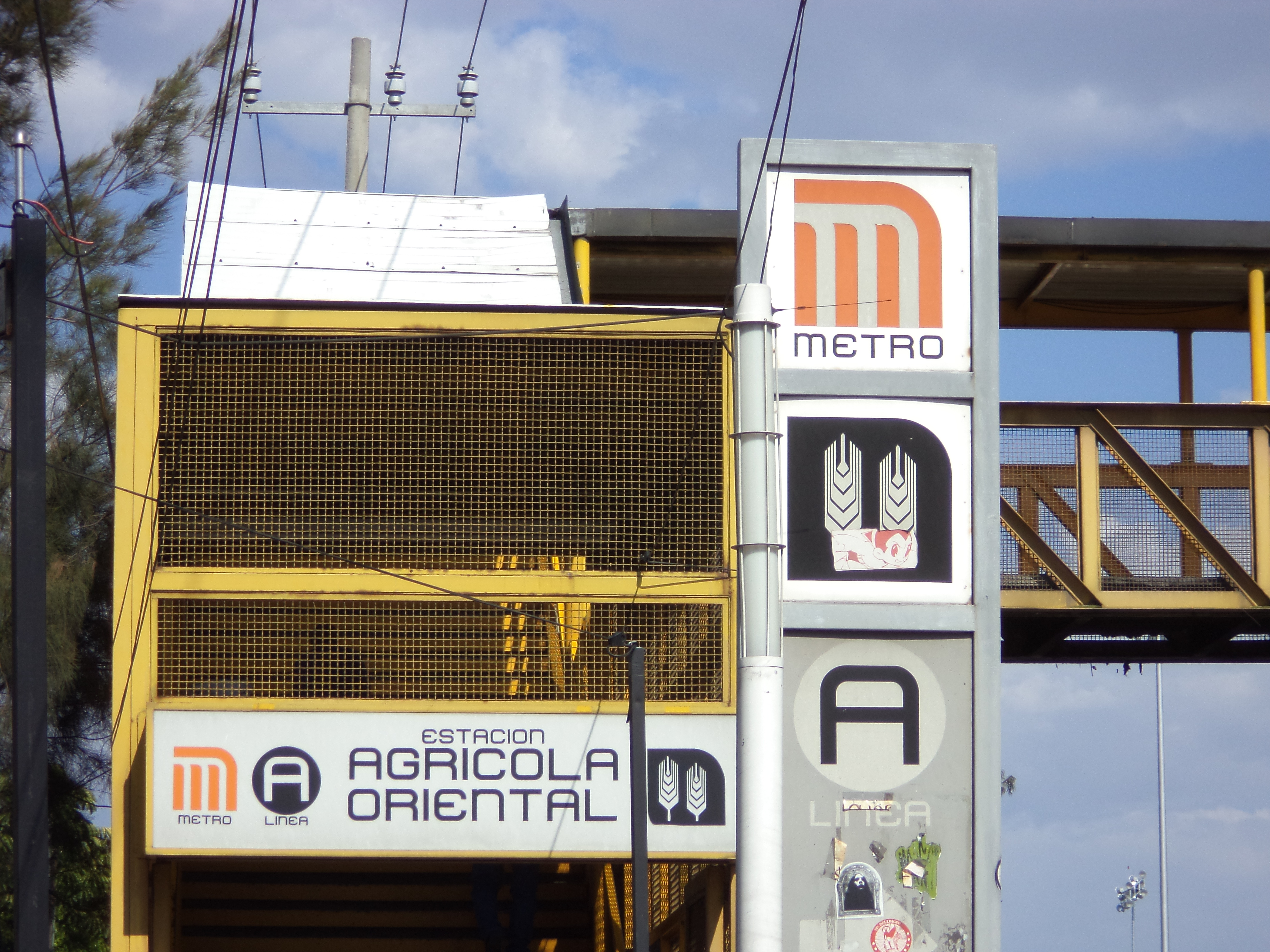
La estación Agrícola Oriental de la Línea A del Metro vista de su salida norte.

Existen en su periferia dos estaciones de Metro pertenecientes a la Línea  del Metro de la Ciudad de México que son Agrícola Oriental y Canal de San Juan, todas ellas localizadas en la Calzada Ignacio Zaragoza que al mismo tiempo comparte con su vecina Agrícola Pantitlán y sirven tanto para sus habitantes como para sus colonias circundantes, además de estar muy cerca de las estaciones Puebla, Zaragoza, Pantitlán y Tepalcates.

### Metrobús
Cuatro estaciones de la Línea  del Metrobús pasan en la periferia de la colonia y brindan servicio, las cuales son: Río Frío, Leyes de Reforma, CCH Oriente (antes Tezontle) y Constitución de Apatzingán. Muy cercanas a la zona se encuentran las estaciones Rojo Gómez, Del Moral y Canal de San Juan.

### Trolebús
Anteriormente, el Trolebús del Sistema de Transportes Eléctricos de la Ciudad de México brindaba servicio a través de la Línea Q Eje 5 Oriente de Pantítlán a la estación del Metro Iztapalapa de la Línea 8 y de manera temporal, también circulaban también las líneas E1 y E2 de Pantitlán a la Unidad Vicente Guerrero o Santa Cruz Meyehualco, esto último debido a la construcción de la Línea 12 del Metro. Se planea en un futuro volver a habilitar el corredor debido a la demanda de pasajeros.

## Sitios de interés
- Faro Cultural y Recreativo Iztacalco[35]
- Centro Social y Deportivo Leandro Valle[36]
- Iglesia de San Isidro Labrador y Santo Ángel Custodio[37]
- Estación del Heroico Cuerpo de Bomberos[38]
- Casa de Cultura Sur 20[39]
- Tianguis del Juguete ubicado a lo largo de la Avenida Sur 16, accesible únicamente de manera anual del 1 al 5 de enero[40][41]

## Residentes célebres
- Lázaro Cárdenas del Río (1895-1970): presidente de México de 1934 a 1940
- Carlos Trejo Ávila (1963): polémico investigador paranormal y escritor de novelas de terror[42]
- Karol Sevilla (1999): actriz, modelo y cantante[43]
- Juan Manuel Márquez (1973): ex boxeador profesional, campeón del mundo en tres categorías[44]
- Rafael Márquez Méndez (1975): ex boxeador profesional y excandidato a alcalde de Iztacalco en las elecciones locales de 2021[45]
- Sur 16: banda de rock[46][47]
- Katherinne Huerta (1997): actriz y cantante[48][49][50]

Jorge Zamora Montalvo "Zamorita" Compositor y cantante Cubano. (1928-2022)

## Geografía física

### Límites
| Noroeste: Aviación Civil, Puebla Venustiano Carranza        | Norte: Agrícola Pantitlán Iztacalco                      | Nordeste: Juan Escutia Iztapalapa                        |
| Oeste: Cuchilla Agrícola Oriental, Granjas México Iztacalco |                                                          | Este: Tepalcates, Ejército Constitucionalista Iztapalapa |
| Suroeste: El Rodeo Iztacalco                                | Sur: Real del Moral, Dr. Alfonso Ortiz Tirado Iztapalapa | Sureste: Leyes de Reforma 3a. Sección Iztapalapa         |